# Edouard Kisonga Ndinga
Edouard Kisonga Ndinga SSS (* 26. April 1946 in Kisantu) ist ein kongolesischer Ordensgeistlicher und emeritierter römisch-katholischer Weihbischof in Kinshasa. 

## Leben
Edouard Kisonga Ndinga trat der Ordensgemeinschaft der Eucharistiner bei und empfing am 7. Juni 1981 die Priesterweihe.
Papst Johannes Paul II. ernannte ihn am 29. Oktober 1999 zum Weihbischof in Kinshasa und Titularbischof von Grumentum. Der Erzbischof von Kinshasa, Frédéric Kardinal Etsou-Nzabi-Bamungwabi CICM, spendete ihm am 30. Januar des folgenden Jahres im Stade des Martyrs in Kinshasa die Bischofsweihe; Mitkonsekratoren waren Erzbischof Francisco-Javier Lozano, Apostolischer Nuntius in der Demokratischen Republik Kongo, und Eugène Moke Motsüri, emeritierter Weihbischof in Kinshasa.
Am 30. Januar 2022 nahm Papst Franziskus seinen altersbedingten Rücktritt an.